# شریدا اسپیتسه
شریدا اسپیتسه (به هلندی: Sherida Spitse) (زادهٔ ۲۹ مه ۱۹۹۰) یک بازیکن زن فوتبال اهل هلند است. پست تخصصی وی هافبک است و هم‌اکنون برای باشگاه فوتبال ال‌اس‌کی کوینر نروژ بازی می‌کند. او همچنین یکی از اعضای تیم ملی فوتبال زنان هلند است.

## پیشه
اسپیتسه اولین بازی خود را برای تیم ملی بزرگسالان هلند در اوت ۲۰۰۶، در بازی انتخابی جام جهانی ۲۰۰۷ زنان، و در مقابل تیم ملی فوتبال زنان انگلستان انجام داد که ۴–۰ از این تیم شکست خوردند.
در ژوئن راجر رینرز سرمربی تیم ملی فوتبال زنان هلند وی را برای مسابقات فوتبال زنان اروپا ۲۰۱۳ سوئد به تیم ملی دعوت کرد.
در سال ۲۰۱۳ اعلام شد که وی به باشگاه فوتبال ال‌اس‌کی کوینر ترانسفر می‌شود. این اولین باری بود که جهت یک نقل و انتقال در فوتبال زنان هلند پولی پرداخت می‌شد.
اسپیتسه در پایان فصل ۲۰۱۴ به همراه تیمش قهرمان لیگ نروژ و جام حذفی این کشور شد. علاوه بر آن به همراه تیم ملی هلند به جام جهانی فوتبال زنان ۲۰۱۵ نیز راه یافتند.

### گل‌های ملی
در بخش نتایج و گلها ابتدا آمار مربوط به تیم هلند ذکر شده است.
| گل  | تاریخ           | محل برگزاری                                | تیم حریف      | گل زده | نتیجه | چهارچوب رقابتها                           |
| --- | --------------- | ------------------------------------------ | ------------- | ------ | ----- | ----------------------------------------- |
| ۱.  | ۲۲ نوامبر ۲۰۰۶  | Mitsubishi Forklift Stadion , آلمیره، هلند | روسیه         | ۴–۰    | ۵–۰   | دوستانه                                   |
| ۲.  | ۲۹ اکتبر ۲۰۰۹   | Oosterenkstadion, زووله، هلند              | مقدونیه شمالی | ۸–۰    | ۱۳–۱  | 2011 FIFA Women's World Cup qualification |
| ۳.  | ۱۹ دسامبر ۲۰۱۰  | ورزشگاه پاکائمبو، سائو پائولو، برزیل       | مکزیک         | ۲–۱    | ۲–۱   | 2010 Torneio Internacional                |
| ۴.  | ۲ مارس ۲۰۱۱     | GSP Stadium, نیکوزیا، قبرس                 | نیوزیلند      | ۱–۰    | ۴–۱   | 2011 Cyprus Cup                           |
| ۵.  | ۳ آوریل ۲۰۱۱    | Kras Stadion, Volendam, هلند               | اسکاتلند      | ۴–۱    | ۶–۲   | دوستانه                                   |
| ۶.  | ۳ آوریل ۲۰۱۱    | Kras Stadion, Volendam, هلند               | اسکاتلند      | ۶–۲    | ۶–۲   | دوستانه                                   |
| ۷.  | ۲۴ نوامبر ۲۰۱۱  | Kyocera Stadion, لاهه، هلند                | کرواسی        | ۲–۰    | ۲–۰   | UEFA Women's Euro 2013 qualifying         |
| ۸.  | ۱۵ فوریهٔ ۲۰۱۲   | Stade des Costières, نیم، فرانسه           | فرانسه        | ۱–۰    | ۱–۲   | دوستانه                                   |
| ۹.  | ۱ مارس ۲۰۱۲     | GSP Stadium, نیکوزیا، قبرس                 | اسکاتلند      | ۱–۰    | ۱–۲   | 2012 Cyprus Cup                           |
| ۱۰. | ۲۴ اکتبر ۲۰۱۲   | Jan Louwers Stadion, آیندهوون، هلند        | فرانسه        | ۱–۰    | ۱–۱   | دوستانه                                   |
| ۱۱. | ۲۵ نوامبر ۲۰۱۲  | Telstar Stadion, ولسن زوید، هلند           | ولز           | ۲–۰    | ۲–۰   | دوستانه                                   |
| ۱۲. | ۲۹ ژوئن ۲۰۱۳    | Telstar Stadion, ولسن زوید، هلند           | استرالیا      | ۳–۱    | ۳–۱   | دوستانه                                   |
| ۱۳. | ۵ آوریل ۲۰۱۴    | Pankritio Stadium, هراکلیون، یونان         | یونان         | ۵–۰    | ۶–۰   | 2015 FIFA Women's World Cup qualification |
| ۱۴. | ۷ فوریهٔ ۲۰۱۵    | Polman Stadion , آلملو، هلند               | تایلند        | ۱–۰    | ۷–۰   | دوستانه                                   |
| ۱۵. | ۴ آوریل ۲۰۱۵    | Kórinn, کوپاووگور، ایسلند                  | ایسلند        | ۱–۰    | ۱–۲   | دوستانه                                   |
| ۱۶. | ۱۷ سپتامبر ۲۰۱۵ | De Vijverberg, دوتینخم، هلند               | بلاروس        | ۵–۰    | ۸–۰   | دوستانه                                   |
| ۱۷. | ۱۷ سپتامبر ۲۰۱۵ | De Vijverberg, دوتینخم، هلند               | بلاروس        | ۷–۰    | ۸–۰   | دوستانه                                   |
| ۱۸. | ۴ ژوئن ۲۰۱۶     | Mandemakers Stadion, Waalwijk, هلند        | آفریقای جنوبی | ۱–۰    | ۱–۰   | دوستانه                                   |
| ۱۹. | ۲۵ اکتبر ۲۰۱۶   | Scholz Arena, آلن، آلمان                   | آلمان         | ۱–۲    | ۲–۴   | دوستانه                                   |

## افتخارات
باشگاه فوتبال توئنته
- قهرمان بنه لیگ (۲ مرتبه): در فصلهای ۱۳–۲۰۱۲ و ۱۴–۱۰۱۳

باشگاه فوتبال ال‌اس‌کی کوینر
- فهرمان تاپسرین (۳ مرتبه): در سالهای ۲۰۱۴، ۲۰۱۵، ۲۰۱۶
- قهرمان جام حذفی فوتبال زنان نروژ (۳ مرتبه): ۲۰۱۴، ۲۰۱۵، ۲۰۱۶